# 蔣任宏
蔣任宏，SBS（1951年2月4日—），香港執業大律師。曾為公務員，2003至2005年任香港郵政署署長，2006年至2009年任香港設計中心行政總裁。2010年8月至2015年8月任個人資料私隱專員。他在1962年入讀筲箕灣官立中學。
於2007年獲頒授銀紫荊星章。

## 事件
- 2005年，蔣任宏擔任郵政署署長期間，長沙灣郵政局內有管理層以捉拿竊賊為由，擅自安裝針孔攝錄機監視前線員工。他在2010年出任私隱專員時表示，自己對此事責無旁貸，但「經一事長一智」，自己當時已經作出措施糾正，此事亦令他對保護私隱課題產生興趣[2]。
- 蔣任宏以郵政署長身份，將幾百個求職者個人資料交兩間外判公司，事前求職者不知情[3]。
- 任郵政署時未按政府規定指引批出合約給予指定廣告公司
- 在郵政署退休前出了一本印刷精美的郵政年報 .書名 :香港郵政, 卓越唯心 . 香港郵政, 2006 - 191 頁 每名郵局員工都派給一本 .  之後曆任署長都未有再印制年報給員工 .
- 2007年，蔣任宏轉投公營機構香港設計中心擔任行政總裁，任內被審計署指違規在出外公幹時乘坐商務機位，以及花近60萬給予設計師往北京出席展覽，並以印製刊物為名，用7.5萬元宴請設計師等人[2]。
- 2014年8月，個人資料私隱專員公署公佈「人對人」直銷電話的公眾意見調查。私隱專員蔣任宏其後發表網誌，透露事後收到商務及經濟發展局來信，對他公佈調查報告方式表示失望及不滿，認為公署應事先與商經局溝通。蔣任宏形容對收到商經局來信感到「有點驚訝」，強調公署運作獨立於政府架構[4]。
- 2015年2月，蔣任宏在立法會一個委員會交代公署過去一年的工作時，指這可能是自己最後一次在立法會簡報公署工作。工聯會麥美娟議員質疑蔣任宏因商務及經濟發展局曾經訓示私隱專員公署，令政府不讓他留任，因此要公開招聘[5]。公民黨郭家麒議員則擔心蔣任宏最終未能續任，因曾去信批評公署的蘇錦樑為招聘遴選委員會專員[6]。

## 歷任公職
- 1973年-二級圖書館助理館長
- 1976年-二級助理郵務監督
- 1978年-一級助理郵務監督
- 1982年-郵務監督
- 1987年-高級郵務監督
- 1993年-總郵務監督
- 1994年-郵政署助理署長
- 1998年-郵政署副署長
- 2003年-郵政署署長
- 2007年-香港設計中心行政總裁
- 2010年-個人資料私隱專員

## 外部參考
1. ↑  . 華僑日報. 1962-07-20: 25  [2021-11-08]. （原始内容存档于2021-11-08）.
2. 1 2  . 蘋果日報. 2010-07-25  [2015-05-24]. （原始内容存档于2015-05-24）.
3. ↑  . 香港個人資料私隱專員公署. 2010-08-13  [2015-05-24]. （原始内容存档于2015-05-24）.
4. ↑  . 蘋果日報. 2014-08-21  [2015-05-24]. （原始内容存档于2015-05-24）.
5. ↑  . 商業電台. 2015-02-16  [2015-05-24]. （原始内容存档于2015-05-24）.
6. ↑  . 蘋果日報. 2015-02-16  [2015-05-24]. （原始内容存档于2015-05-24）.

| 政府职务      | 政府职务                                    | 政府职务      |
| ------------- | ------------------------------------------- | ------------- |
| 前任： 陸炳泉 | 郵政署署長 2003年3月—2006年5月              | 繼任： 譚榮邦 |
| 法定機構職務  |                                             |               |
| 前任： 吳斌   | 個人資料私隱專員 2010年8月4日－2015年8月3日 | 繼任： 黃繼兒 |